# 鹿児島県信用組合
鹿児島県信用組合（かごしまけんしんようくみあい）は、かつて2008年11月まで存在し、鹿児島県鹿屋市に本店を置いていた信用組合。

## 概要

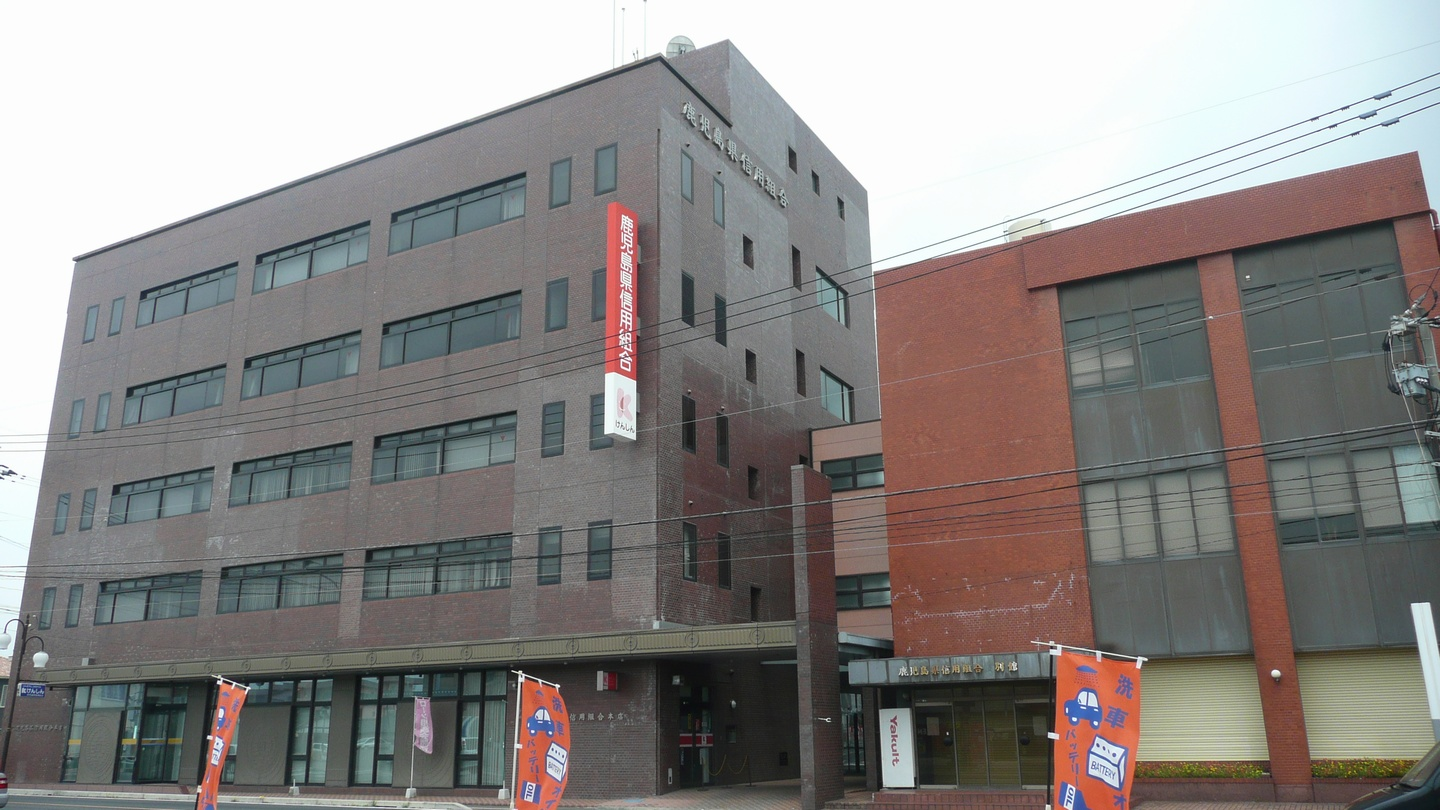
鹿児島県信用組合 本店
（現：鹿児島興業信用組合 鹿屋支店）

通称は『けんしん』。合併前時点の店舗数は22ヶ店だった。
2008年11月10日をもって、鹿児島市に本店のある鹿児島興業信用組合に吸収合併され、消滅した。
ATMでは、しんくみ お得ねっとの提携に参加していた。

## 沿革
- 1954年6月 鹿屋信用組合として設立。
- 1988年5月 姶良・鹿児島錦江・薩摩の3信用組合と合併し、鹿児島県信用組合となる。
- 2008年11月 鹿児島興業信用組合に合併され、解散（旧本店は、鹿児島興業信用組合 鹿屋支店となる）。